# Hard (rozhledna)
Hard je rozhledna nacházející se v Sokolovské pánvi na mírném návrší nad hřbitovem v Hornické ulici v Sokolově v Karlovarském kraji, přibližně 1,1 km východně od sokolovského zámku v nadmořské výšce 461 m. Rozhledna je přístupná po celý rok.

## Historie rozhledny
Na místě rozhledny stával vyhlídkový gloriet, nazývaný Prašná věž. Ten však chátral, okolí zarůstalo stromy, a tak místní okrašlovací spolek nechal gloriet přestavět na skutečnou rozhlednu. Podle projektu stavitele Heinze byla zvýšena podstava o dřevěnou nástavbu s jedním otevřeným vyhlídkovým patrem, později zaskleným, a druhým patrem se zasklenou terasou. Stavba byla dokončena v říjnu 1907 a veřejnosti zpřístupněna v dubnu 1908. Dřevěná nástavba však nevydržela dlouho, chátrala a na počátku 30. let byla odstraněna.
V roce 1933 byla bývalá rozhledna přebudována na architektonicky pojatý památník obětem 1. světové války. V přízemí byla vybudována pietní síň a dominantou šestiboké architektury se stala pět metrů vysoká štíhlá socha Krista ve splývavém rouchu, umístěna na podstavu. Návrh byl dílem sokolovského rodáka Toniho Schöneckera a podle jeho modelu vyrobil sochu z měděného plechu J. Habermann, montáž sochy provedla firma Hans Nase, kamenické práce kameník Fischer, kovanou mříž A. A. Eckl.
Ke konci 2. světové války se Třetí říše potýkala, mimo jiné, i s nedostatkem kovů pro zbrojní průmysl a tak se obětí stala i socha Krista z měděného plechu.
Podstava rozhledny po válce chátrala a od 50. let 20. století zde bylo již jen torzo původní rozhledny.
V roce 1999 inicioval radní a projektant Martin Volný obnovení rozhledny po vzoru původní rozhledny. Následně byla podle jeho plánů v roce 2000 zahájena oprava a po dokončení podstavy byla na zděnou stavbu přistavěna dřevěná nástavba a uvnitř instalováno nové ocelové schodiště. Ke slavnostnímu otevření rozhledny došlo 26.4.2001.
Poblíž rozhledny bývalo popraviště, kde poslední poprava proběhla v roce 1741.

## Přístup
Z centra Sokolova se k rozhledně dostanou návštěvníci pěšky, na kole, autem i městskou dopravou. Je zde i možnost parkování. Rozhledna je zamčená. Po předložení občanského průkazu je možné si na recepci Policejního oddělení Sokolov-město (v sousedství rozhledny) půjčit klíče od rozhledny.

## Výhled
Výhled z rozhledny je částečně omezen vzrostlými stromy. Je vidět část Sokolova, severním směrem Krušné hory.